# Eclipse-Klasse
Die Eclipse-Klasse oder Talbot-Klasse war eine Klasse von neun Geschützten Kreuzern der Royal Navy, die aus den Geschützten Kreuzern der Astraea-Klasse entwickelt wurde. Drei der Schiffe wurden auf verschiedenen Marinewerften gebaut, während die am Bau beteiligten drei Privatwerften je zwei Kreuzer bauten. Ab 1905 wurden die Kreuzer bis auf das Typschiff Eclipse auf eine einheitliche Hauptbewaffnung von elf 6-Zoll-(152-mm)-Schnellfeuergeschützen umgerüstet.
Bei Ausbruch des Ersten Weltkrieges bildeten acht Kreuzer der Eclipse-Klasse die bei der Mobilmachung aufgestellten 11. und 12. Kreuzergeschwader zur Sicherung der Seewege über den Atlantik. Ab Ende 1914 wurden die Kreuzer dort abgelöst und zum Teil auf andere Stationen der Royal Navy verteilt, wo sie bis zum Kriegsende in Dienst blieben. Sie wurden dann von 1919 bis 1921 zum Abbruch verkauft. Nur die Dido war schon 1912 zum Depotschiff für U-Boote umgebaut worden und diente von 1914 bis 1926 als Depotschiff für Zerstörer in Harwich.

## Baugeschichte

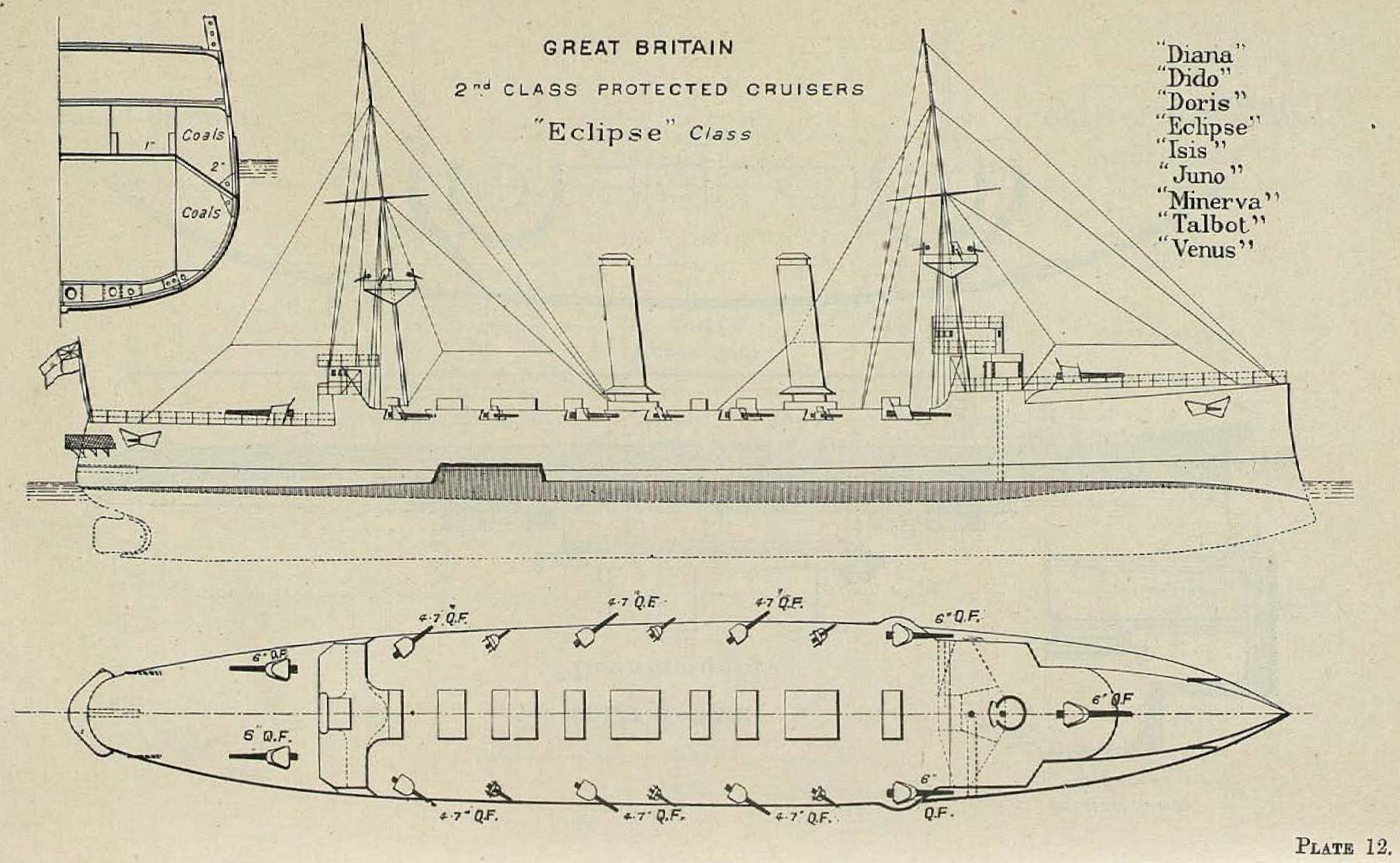
Risse der Eclipse-Klasse aus Brassey's Naval Annual 1896

Die neun Kreuzer der Eclipse-Klasse wurden im Rahmen des Spencer Naval Programm von 1893 bestellt, das das britische Flottengesetz von 1889 fortschrieb und stellten eine Weiterentwicklung der vorangegangenen Astraea-Klasse dar. Wie bei dieser verdrängten die neuen Schiffe mit 5.600 ts erheblich mehr als ihre Vorgänger, ohne dass sich die Kampfkraft wesentlich erhöhte. Die Hauptbatterie war um ein weiteres Geschütz am Heck auf elf Geschütze erhöht. Weiter wurde an einer Batterie aus gemischten Kalibern festgehalten, wobei jetzt fünf 6-Zoll-Geschütze eingebaut wurden. Zu dem Buggeschütz und den jetzt zwei Heckgeschützen kamen noch die beiden vorderen Geschütze der seitlich aufgestellten Waffen. Ihre Aufstellung in Schwalbennestern und der Einzug des Vorschiffes führten auch zu einer Verstärkung des Bugfeuers. Die Breitseite der Schiffe war allerdings kaum verstärkt.
Ab 1905 wurden acht der Kreuzer (alle außer der Eclipse) auf elf 6-Zoll-Geschütze umgerüstet. Dabei wurden die alten Waffen durch moderne Geschütze ersetzt.

## Einsatzgeschichte
Die Kiellegung der drei von den Staatswerften zu fertigen Kreuzer erfolgte zwischen Dezember 1893 und März 1894 und die Eclipse lief am 19. Juli 1894 als erstes Schiff der Klasse in Portsmouth vom Stapel. Die in Devonport gebaute Talbot wurde am 15. September 1896 als erstes Schiff der Klasse für die North America and West Indies Station in Dienst gestellt. 1897 folgten sechs weitere Kreuzer und zuletzt die in Govan bei der London & Glasgow Shipbuilding gebauten Dido und Isis im Mai 1898.

### Vorkriegseinsätze
Die Kreuzer der Eclipse-Klasse dienten vor allem als Flottenkreuzer. Die Konflikte der Jahrhundertwende führten allerdings sofort auch zu Auslandseinsätzen.

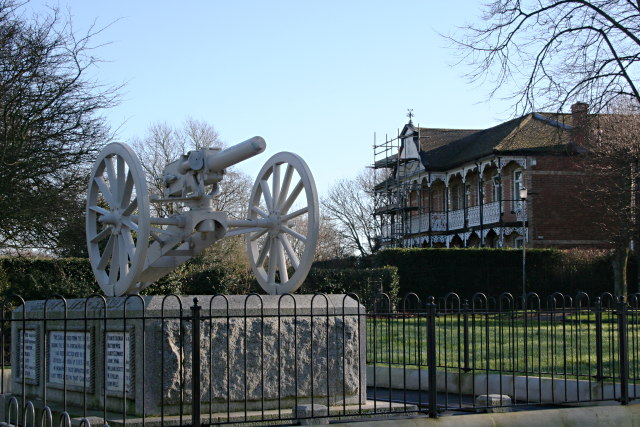
Die Doris -Kanone

So wurde die HMS Doris unter Kapitän Reginald C. Prothero als Flaggschiff des Konteradmirals Sir Robert Harris 1899 bis 1900 im Zweiten Burenkrieg in Südafrika eingesetzt. Unter ihrem Kommandanten kämpfte die Mehrzahl der Besatzung ab November 1899 in einer Naval Brigade an Land. Auch Suchscheinwerfer und zwei 120-mm-Geschütze wurden zur Unterstützung des Heeres an Land abgegeben. Einer der Befehlshaber der Buren, General Piet Cronjé, war nach seiner Kapitulation bei Paardeberg im Februar 1900 einige Wochen auf der Doris interniert, bevor er ins Exil nach St. Helena kam. Am 7. Oktober 1900 kehrte der Kreuzer nach Plymouth zurück. 1904 wurde zum Andenken an die Toten ein Denkmal errichtet.

Die Dido unter Kapitän Philip Francis Tillard, Isis und Eclipse wurden nach der Jahrhundertwende wegen der Unruhen in China zeitweise zur China Station verlegt.

Die Juno überführte im März 1900 die Leiche des in Algier verstorbenen britischen Feldmarschalls Sir Donald Stewart von dort nach Gibraltar.
Von April bis September 1901 begleitete die von Kapitän H.O. Routh befehligte Juno zusammen mit der St George der Edgar-Klasse die königliche Yacht Ophir während einer Reise des Herzogs von Cornwall und York mit Gemahlin durch die Kolonien auf dem Abschnitt von Aden über Colombo und Singapur nach Melbourne, wo das Thronfolgerpaar an der Eröffnung des Parlaments der Australischen Föderation teilnahm. Uber Sydney, Auckland, Mauritius ging die Reise weiter nach Südafrika und schließlich auf dem Weg nach Kanada bis São Vicente (Kap Verde), wo die beiden Kreuzer die Sicherung der Yacht an Diadem und Niobe abgaben. Juno und St.George hatten Portsmouth acht Tage vor der Yacht verlassen und sie dann in Aden erwartet.
Bei der Begleitung der Yacht im Mittelmeer kam auch die dort im Einsatz befindliche Diana zwischen Gibraltar und Malta zum Einsatz. Die bis 1913 immer wieder im Mittelmeer eingesetzte Diana kontrollierte im Februar 1906 türkische Positionen am Golf von Akaba auf eine mögliche Verletzung der Grenze zu Ägypten.
Die Talbot beobachtete in Chemulpo am 9. Februar 1904 beim Ausbruch des Russisch-Japanischen Krieges das Gefecht zwischen japanischen Einheiten und dem russischen Kreuzer Warjag sowie dem Kanonenboot Korejez und evakuierte nach deren Selbstversenkung mit einem französischen und einem italienischen Kreuzer die russischen Überlebenden nach Hongkong.
1906 waren HMS Dido und Juno der Channel Fleet, HMS Diana, Minerva und Venus der Mediterranean Fleet sowie die Isis dem 4. Kreuzergeschwader auf der North America & West Indies Station zugeteilt. Die Eclipse, Doris und Talbot befanden sich in der Reserve in Portsmouth, Devonport bzw. Sheerness.
Die Minerva war an den Hilfsmaßnahmen nach dem Erdbeben in Messina am 28. Dezember 1908 beteiligt und wurde deshalb vom italienischen König Viktor Emanuel III. ausgezeichnet.
Die Diana war 1909 vor Kreta zur Überwachung des internationalen Status der Insel im Einsatz.

### Kriegseinsatz
Bei Kriegsbeginn bildeten Juno, Doris, Isis, Minerva und Venus das in Queenstown, Irland, stationierte 11. Kreuzergeschwader (Cruiser Force E), das den Südeingang der Irischen See kontrollierte.
Die Eclipse, Diana und Talbot kamen zum 12. Kreuzergeschwader unter Konteradmiral Sir Rosslyn Wemyss, dem auch noch die Charybdis der Astraea-Klasse angehörte und das auch als Cruiser Force G bezeichnet wurde. Dieses kontrollierte den Kanaleingang zusammen mit französischen Kräften, die auch mit der „Force E“ kooperierten und deren Kern sechs Panzerkreuzer des französischen 2. Leichten Geschwaders, wie die Dupetit-Thouars, waren. Beide Geschwader brachten einige deutsche Handelsschiffe auf dem Weg in die Heimat auf.

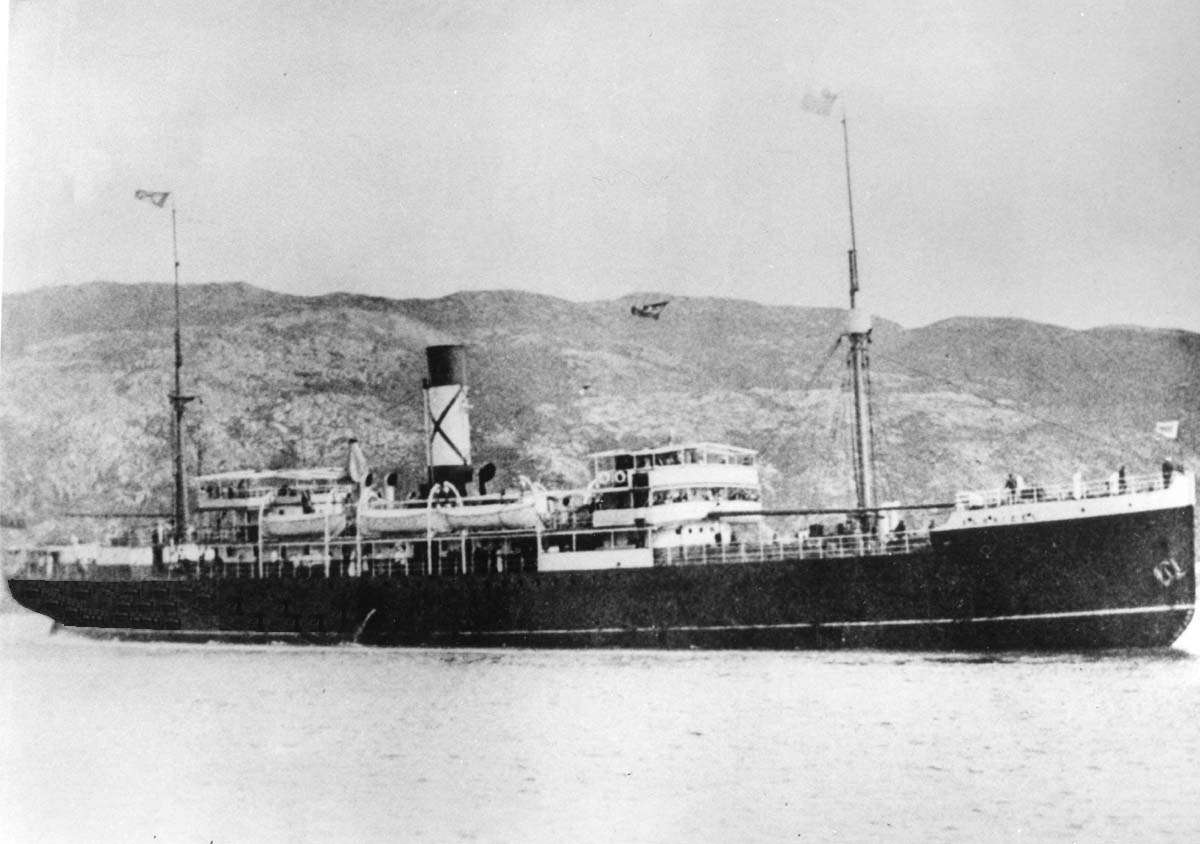
Florizel

Das 12. Kreuzergeschwader erhielt dann die Aufgabe, die Überführung der ersten kanadischen Division nach Europa zu sichern. Konteradmiral Wemyss lief mit seinen vier alten Kreuzern (Charybdis als Flaggschiff) nach Kanada und begann am 3. Oktober 1914 die Rückfahrt mit einem Konvoy von 32 Schiffen, von denen die Lapland, Red Star Line, 18.694 GRT, das größte und die Florizel, Red Cross Line, 3081 GRT, mit dem Beitrag Neufundlands an Bord, die sich als letztes Schiff vor Kap Race anschloss, wohl das kleinste war. Insgesamt hatten die Schiffe 30.617 Soldaten, 7.679 Pferde, 70 Kanonen, 110 Automobile und erhebliche Ausrüstungsteile an Bord.
Dem in drei Reihen laufenden Geleitzug schloss sich noch das Linienschiff Glory an, das seit August in Halifax (Nova Scotia) als Wachschiff und Flaggschiff der North America and West Indies Station diente. Weitere Kreuzer gab die Station, anders als geplant, nicht ab, da der Befehlshaber sie zur Bewachung der in amerikanischen Häfen liegenden deutschen Schiffe benötigte. Mitten im Atlantik warteten das Linienschiff Magnificent, zuletzt Wachschiff in Scapa Flow, und der Schlachtkreuzer Princess Royal auf den drei Tage verspätet und langsamer gestarteten Geleitzug.
Der geplante Marsch bis Portsmouth unterblieb wegen der U-Boot-Gefahr und die Ausladung erfolgte in Plymouth. Die Deutschen hatten Informationen zu einem großen Truppentransport erhalten und zwei U-Boote (U 8, U 20) in den Kanal entsandt. Allerdings hielten sie das Anlaufen eines französischen Hafens für wahrscheinlicher, da sie von einer sofortigen Einsatzfähigkeit der kanadischen Truppen ausgingen. So erreichte das Kontingent fast unbehelligt Europa.
Vom 11. Kreuzergeschwader gingen Minerva schon im August zum 9. Kreuzergeschwader und im September weiter ins Mittelmeer, der die Doris folgte. Im November 1914 standen beide gegen den neuen Gegner Türkei im östlichen Mittelmeer zur Verfügung.
Im Juli 1915 gingen dann Juno und Venus zum Persischen Golf.
Die Isis blieb im Einsatzgebiet und gehörte seit 1916 zur North America and West Indies Station.

Vom 12. Kreuzergeschwader verlegten Talbot im April 1915 zu den Dardanellen, Diana im November 1915 zur China Station und Eclipse wurde 1915 zu einem Wohnschiff für U-Boot-Besatzungen hergerichtet.

#### Einsatz im Mittelmeer und an den Dardanellen
Doris und Minerva gelangten durch Geleitschutzaufgaben 1914 ins östliche Mittelmeer. Die Doris unter Kapitän Frank Larken klärte die Küste Palästinas und Syriens auf und störte türkische Verbindungswege. Minerva erkundete den Golf von Akaba, beschoss türkische Truppen und blieb dann als Sicherung am Sueskanal, wo sie im Februar 1915 an der Abwehr des fast gelungenen türkischen Angriffs beteiligt war.
Beide Kreuzer verlegten dann zu den Dardanellen. Auf dem Anmarsch waren sie am 17. April an der Vernichtung des türkischen Torpedoboots Demir Hissar (1906, 97t, 3 TR) beteiligt. Das Boot mit einer deutsch-türkischen Besatzung versuchte in die Ägäis zu laufen, nachdem es erfolglos Transporter angegriffen hatte. Es wurde südlich von Chios durch die britischen Zerstörer Jed, Kennet und Wear der River-Klasse entdeckt und verfolgt. Der deutsche Kommandant setzte sein Boot schließlich auf die Felsen, um es nicht den überlegenen britischen Einheiten in die Hände fallen zu lassen.
Am 27. März 1915 traf die Talbot in Tenedos ein. Sie wurde mit der Minerva dem ersten Geschwader unterstellt, das am 25. April die britischen Haupt-Landungen an der Spitze der Halbinsel Gallipoli unterstützte. Die Doris gehörte zum 3. Geschwader, das mit Canopus, Dartmouth und zwei Zerstörern einen Scheinangriff auf Bolayır unterstützte.
Im Juni wurde die Talbot Flaggschiff des Marine-Befehlshaber bei Gaba Tepe und war dann am 6. August bei den Landungen bei Suvla Flaggschiff des 3. Geschwaders. Die Talbot blieb während des gesamten Gallipoli-Feldzuges vor der Halbinsel und unterstützte zuletzt im Dezember 1915 die Räumung des ANZAC-Abschnittes und im Januar 1916 den letzten Rückzug von Kap Helles. Im Mai 1916 verließ sie dann die Mittelmeerstation verlegte zum Kap-Geschwader nach Südafrika, wo sie bis zum Kriegsende blieb und meist vor Deutsch-Ostafrika eingesetzt war, wo die Deutsche Schutztruppe sich immer noch gegen die britischen Truppen behauptete und die Alliierten im Mai eine neue Offensive begannen.
Das von der Doris mitgeführte Seeflugzeug erkannte am 27. April 1915, dass die Goeben mit der Torgut Reis die an der Spitze Gallipolis gelandeten britischen Truppen aus den Dardanellen heraus beschossen. Die Doris und ihr Flugzeug leiteten dann das Feuer der Queen Elizabeth, das die Goeben zum Rückzug aus dem engen Fahrwasser zwang. Die Doris übernahm dann einige Sonderaufgaben. Im Mai erkundete sie Möglichkeiten, an der anatolischen Küste nahe Izmir einen Stützpunkt für Unterseeboote einzurichten. Am 1. Oktober lief sie nach Saloniki um als vorgeschobene Funkstation die geplante Landung der Truppen der Entente vorzubereiten. Am 21. Oktober führte Kapitän Larken mit der Doris das Geschwader, das den damals bulgarischen Hafen von Alexandroupoli (Dedeagatch) beschoss und die Eisenbahnlinie von Saloniki nach Konstantinopel unterbrach. Erst im März 1917 wurde die Doris aus dem Mittelmeer zur East Indies Station abgezogen.
Schon 1916 hatte die Minerva das Mittelmeer zur China Station verlassen, nachdem sie im August 1915 während der Landung bei Suvla einen Ablenkungsangriff von 300 Mann am Ende des Golfs von Saros unterstützt hatte.

#### Weitere Einsätze

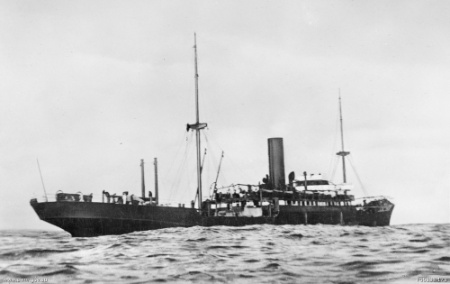
Wolf

1917 waren die meisten Kreuzer der Eclipse-Klasse an der Jagd auf den deutschen Hilfskreuzer Wolf im Indischen Ozean beteiligt, der am 16. Januar 1917 Minen vor Kapstadt und dann im Februar vor Colombo und Bombay gelegt hatte. Als ersten Dampfer hatte er den von den Briten erbeuteten ehemaligen Hansadampfer Gutenfels angehalten und als Hilfskreuzer Iltis mit weiteren Minen nach Aden geschickt. Die Iltis wurde dort von britischen Seestreitkräften gestellt, während sich die Wolf durch einen Marsch nach Neuseeland und den indonesischen Archipel sich weitgehend der Suche entzogen hatte.
Die alten Eclipse-Kreuzer sollten den Handel im Indischen Ozean schützen. Diana war Anfang des Jahres in Singapur zusammen mit der Venus stationiert und verlegte nach dem Eintreffen japanischer Einheiten im März nach Colombo und war ab August zwischen Indien und dem Roten Meer im Einsatz. Venus blieb anfangs vor der burmesischen und malaiischen Küste und verlegte erst im November nach Colombo. Die Doris kam im März 1917 aus dem Mittelmeer und diente anfangs zwischen Fremantle und Mauritius und ab November von Aden aus. Juno war Anfang des Jahres in Maskat, ab März ab Colombo zusammen mit der Diana und durchsuchte im Dezember die Malediven aufgrund eines verspätet ausgewerteten Hinweises, während die Venus den Chagos-Archipel durchsuchte, wo der deutsche Hilfskreuzer tatsächlich im Oktober und erneut Anfang November Prisen geleert und Überholungen durchgeführt hatte. Minerva stand zu Beginn des Jahres vor Sokotra und operierte den Rest des Jahres vor der ostafrikanischen Küste, wo auch die Talbot eingesetzt wurde. Keiner der eingesetzten sechs Kreuzer war der Wolf richtig nahegekommen, die Anfang Dezember 1917 das Kap der Guten Hoffnung wieder passiert hatte und im Februar 1918 nach 444 Tagen Fahrt wieder in Kiel eintraf.
Beim Kriegsende bildeten Diana – im Roten Meer seit 1918 –, Doris (seit März 1917), Juno (seit Juli 1915?) und Venus (seit 1917) mit der Euryalus die East Indies Station. Auf der Cape of Good Hope Station waren die Talbot (seit Mai 1916) und die nach Ostafrika detachierte Minerva (Anfang 1917 aus China) neben dem Flaggschiff Hyacinth, der Challenger und der Astraea.
Die Isis befand sich seit 1916 auf der North America and West Indies Station mit elf Panzerkreuzern und der Highflyer.
 Unterstützungsaufgaben hatten die Eclipse seit 1915 als Wohnschiff für U-Boot-Besatzungen und die bereits vor Kriegsbeginn als Depotschiff umgebaute Dido in Harwich für Zerstörer.

## Verbleib der Kreuzer
| Name                              | Werft                         | Kiellegung       | Stapellauf         | Fertigstellung     | Schicksal                                                                         |
| --------------------------------- | ----------------------------- | ---------------- | ------------------ | ------------------ | --------------------------------------------------------------------------------- |
| Eclipse                           | Portsmouth RDY                | Dezember 1893    | 19. Juli 1894      | 23. März 1897      | 12th CS, 1915 Wohnschiff, 1921 zum Abbruch                                        |
| Talbot                            | Devonport RDY                 | März 1894        | 25. April 1895     | 15. September 1896 | 12th CS, 1915 Mittelmeer, 1916 Ostafrika, 1921 zum Abbruch                        |
| Minerva                           | Chatham RDY                   | 4. Dezember 1893 | 23. September 1895 | 4. Februar 1897    | 11th CS, 1914 Mittelmeer, 1916 China, 1917 Indischer Ozean, 1920 zum Abbruch      |
| Diana                             | Fairfield                     | August 1894      | 5. Dezember 1895   | 15. Juni 1897      | 12th CS, 1915 China, 1918 Rotes Meer, 1920 zum Abbruch                            |
| Juno                              | Vickers                       | Juni 1895        | 16. November 1895  | 16. Juni 1897      | 11th CS, 1915 Persischer Golf, 1920 zum Abbruch                                   |
| Venus                             | Fairfield                     | Juni 1894        | 5. September 1895  | 9. November 1897   | 11th CS, 1915 Persischer Golf, 1916 China, 1917 Indischer Ozean, 1921 zum Abbruch |
| Doris                             | Vickers                       | 29. August 1894  | 3. März 1896       | 18. November 1897  | 12th CS, 1914 Mittelmeer, 1917 Indischer Ozean, zum Abbruch 1919 Bombay           |
| Dido                              | London & Glasgow Shipbuilding | August 1894      | 20. März 1896      | 15. Juni 1898      | Depotschiff Harwich, zum Abbruch 1926                                             |
| Isis                              | London & Glasgow              | August 1894      | 27. Juni 1896      | 10. Mai 1898       | 11th CS, 1916 North America and West Indies Station, zum Abbruch 1920             |
| Quelle: Conway's 1860–1905, S. 77 |                               |                  |                    |                    |                                                                                   |